# Немачка подморница У-56
Подморница У-56 је била Немачка подморница типа II-Ц и коришћена у Другом светскомм рату. Подморница је изграђена 26. новембра 1938. године и служила је у 5. подморничкој флотили (26. новембар 1938 — 31. децембар 1939), 1. подморничкој флотили (1. јануар 1940 — 31. октобар 1940), 24. подморничкој флотили (1. новембар 1940 — 18. децембар 1940), 22. подморничкој флотили (19. децембар 1940 — 30. јун 1944. године) и 19. подморничкој флотили (1. јул 1944 — 28. април 1945)

## Служба
Као предострожност од напада савезника на Немачку, услед њеног планираног напада на Пољску, неколико подморница, а међу њима и У-56, излази на отворено море. Подморница У-56 је напустила Вилхелмсхафен 25. августа 1939. године, и остаје у патроли до 8. септембра, када је упловила у базу Кил. Четири дана касније, она поново испловљава у ново патролирање, које ће трајати свега 5 дана. Након паузе од месец дана, она поново напушта базу Кил 23. октобра 1939. године, и одлази на патролирање, које ће трајати до њеног повратка у базу Кил 13. новембра 1939. године. Две недеље касније (27. новембар) она креће из базе Кил на ново патролирање.
У 23:25 сати, 2. децембра, британски трговачки брод  (заповедник Е. Џ. Ниблет), који је одлутао од конвоја HN-3 услед олује, погођен је једним торпедом у средини брода, испаљеног са подморнице У-56, на око 70 наутичких миља североисточно од Тине, али остаје на води са својим тешким товаром дрвене грађе. Њега проналази 6. децембра један норвешки брод и одвлачи. 
Сутрадан, 3. децембра 1939. године, у 00:13 сати, шведски трговачки брод  (заповедник Бертил Персон) је погођен у крму једним торпедом са подморнице У-56, након што је брод опажен у 23:30 сати, без јасно уочљивих обележја припадности. Девет чланова посаде је погинуло у просторији за посаду, пошто је цео крмени део био уништен. Преживели напустају брод у два чамца за спашавање и остају у близини брода све док он није потонуо један сат касније, заједно са својим теретом од 2.760 тона угља. Шест преживелих чланова посаде из једног чамца, сакупља истог дана британски рибарски брод  и искрцава их у луци Данди. Осам преживелих чланова из другог брода, спашава 4. децембра шведки трговачки брод  и искрцава их у Њукасл.
По завршеном деветодневном патролирању, У-56 упловљава 5. децембра у базу Кил, из које одлази у нову патролу 27. децембра. Током ове двонедељне патроле, подморница У-56 је између осталог полажила и мине. У 22:13 сати, 23. јануара 1940. године, фински трговачки брод Onto удара у једну мину, коју је 8. јануара положила У-56, и тоне за неколико минута. Комплетна посада је преживела, и бива спашена од једног британског разарача и једног грчког трговачког брода. 
Подморница У-56 напушта базу Кил 27. јануара 1940. године и након 22 дана патролирања упловљава у базу Вилхелмсхафен 17. фебруара, да би након две недеље, поново кренула у патролирање, које ће трајати свега два дана. 
Дана, 14. марта 1940. године, У-56 креће из базе у Вилхелсхафену на ново патролирање, које се завршава 20. марта, упловљавањен у исту базу. На ново патролирање У-56 креће 4. априла и након 23 дана, упловљава у базу Кил, из које креће, без мало месец дана касније – 21. маја, на ново патролирање. Ни на ово патролирање подморница У-56 не бележи нове успехе, и упловљава 14. јуна у базу Вилхелмсхафен, из које ће поново испловити 29. јуна у нову патролу. Након 23 дана патролирања, подморница У-56 упловљава у базу Лорјан 21. јула 1940. године, а свега четири дана касније креће на још једно патролирање.
У 21:38 сати, 5. августа 1940. године, подморница У-56 испаљује плотун од два торпеда ка конвоју OB-193, и извештава да је једно торпедо промашило циљ, а друго је експлодирало на крају свог пута, након 7 минута и 25 секунди. Међутим, британски трговачки брод  (заповедник Чарлс Ерик Андерс) је погођен у овом нападу, и тоне следећег дана заједно са својим товаром од 10.000 тона угља. Три члана посаде је погинуло. Заповедника, 47 члана посаде и два стражара, спашава норвешки танкер Vilja, и пребацује их до британског разарача Viscount, који их искрцава у Ливерпул. 
У 01:00 сат, 10. августа, британска помоћна крстарица  (Капетан Ф. Н. Мајлс) је погођен једним торпедом према крми, испаљеним са подморнице У-56. Брод је припадао 10-ом скадрону крстарица, из северне патроле, и уочен је од подморнице свега 15 минута раније. Оштећени брод је привезан и кренуло се са његовим тегљењем, али је он касније потонуо, док су оближњи рибарски бродови, спасили око 300 официра и морнара са тог брода. 
Након повратка у базу Лорјан 14. августа, подморница се попуњава необходним потребама, и испловљава 19. августа у нову патролу, која се завршава 15. септембра 1940. године, упловљавањем у базу Кил. То је била последња борбена патрола подморнице У-56, и надаље она се користила само као тренажни брод. Дана, 28. априла 1945. године, у близи базе Кил, она је потопљена од британских авиона. Том приликом гину 6 члана њене посаде.

## Бродови
| Име брода | Држава               | Тежина      | Година изградње | Датум напада      | Напомена |
|           | Уједињено Краљевство | 3.829 тона  | 1934.           | 2. децембар 1939. | Оштећен  |
|           | Шведска              | 2.119 тона  | 1922.           | 3. децембар 1939. | Потопљен |
|           | Финска               | 1.333 тона  | 1918.           | 23. јануар 1940.  | Потопљен |
|           | Уједињено Краљевство | 5.408 тона  | 1920.           | 5. август 1940.   | Потопљен |
|           | Уједињено Краљевство | 16.923 тона | 1925.           | 10. август 1940.  | Потопљен |
| --------- | -------------------- | ----------- | --------------- | ----------------- | -------- |

## Команданти
- Вилхелм Захн (26. новембар 1938 — 21. јануар 1940)
- Ото Хармс (22. јануар 1940 — 13. октобар 1940)
- Вернер Пфајфер (14. октобар 1940 — 21. април 1941)
- Волфганг Ремер (22. април 1941 — 19. јануар 1942)
- Гинтер-Паул Граве (20. јануар 1942 — 14. новембар 1942)
- Хуго Дајринг (15. новембар 1942 — 27. фебруар 1944)
- Вернер Саусмикат (28. фебруар 1944 — 30. јун 1944)
- Хајнрих Миде (1. јул 1944 — 8. јануар 1945)
- Валтер Каединг (9. јануар 1945 — 5. фебруар 1945)
- Хајнрих Миде (6. фебруар 1944 — 22. фебруар 1945)
- Јоахим Саурбир (23. фебруар 1945. - април 1945)